# Arte popolare

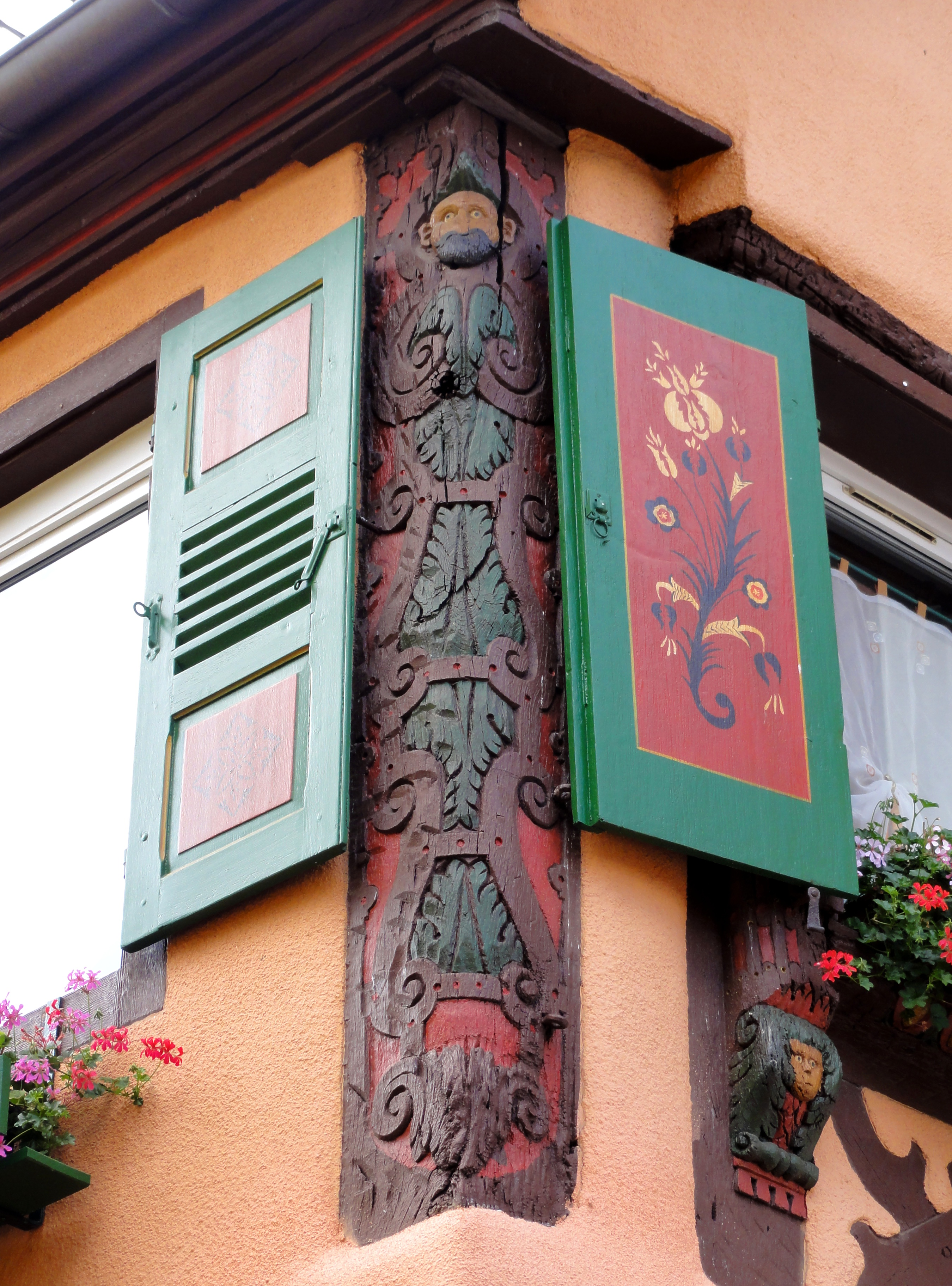
Scorcio di un edificio a Ingersheim (Francia)

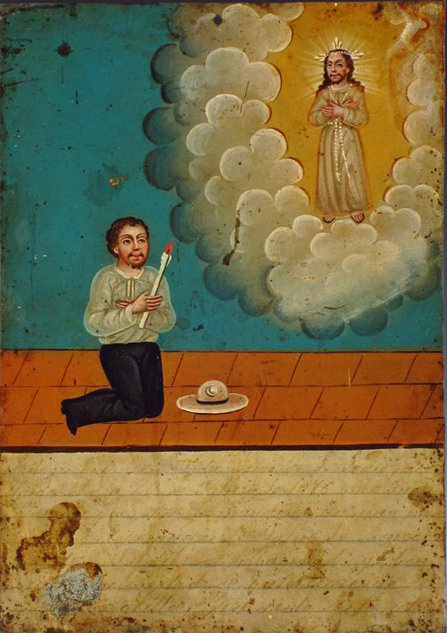
Ex-voto messicano

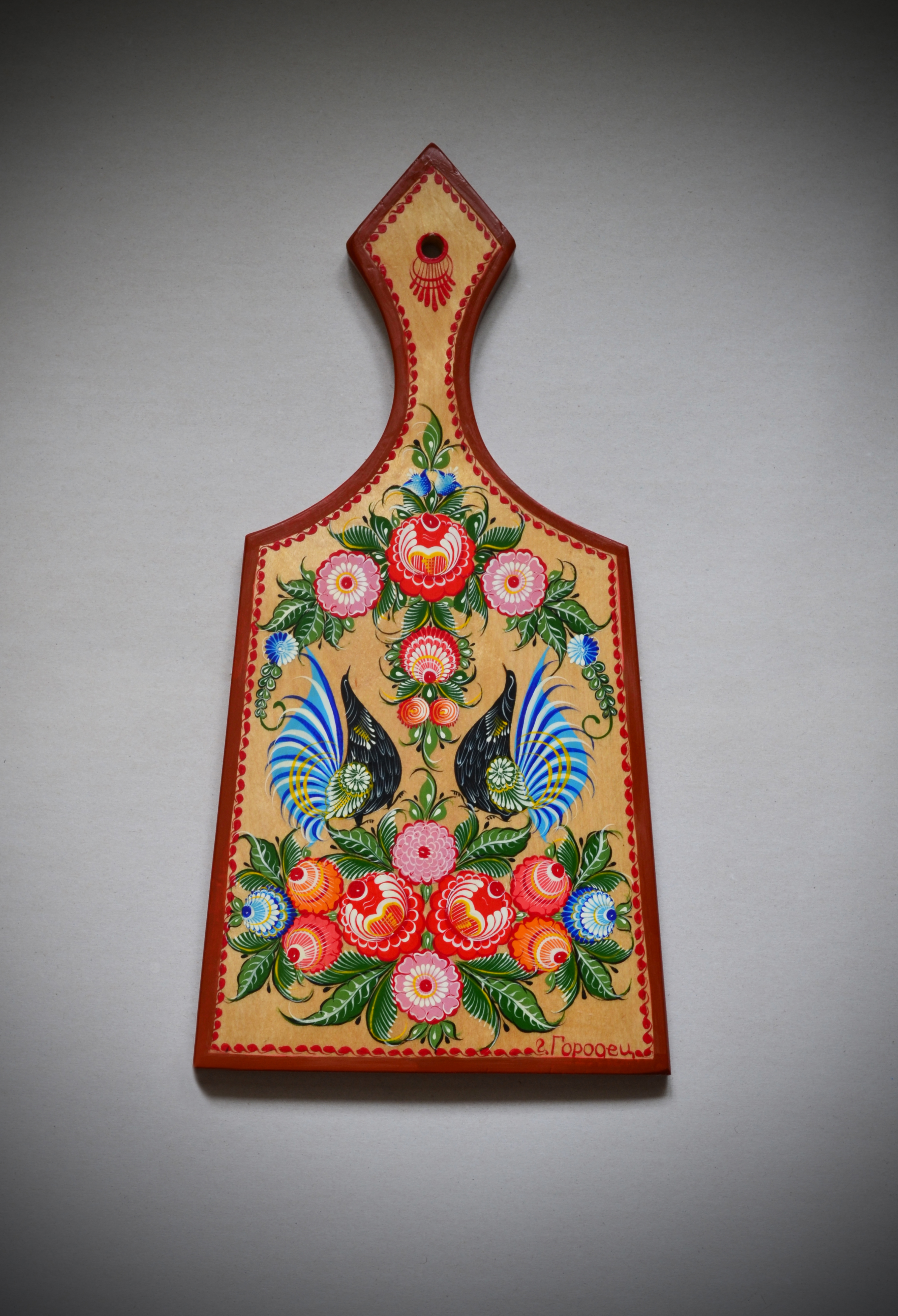
Tagliere dipinto, produzione tradizionale della Russia

L'arte popolare, detta anche arte tradizionale o folkloristica, è tutta quella produzione artigianale e artistica che trae origine dalle tradizioni e dalla cultura di un popolo.

## Caratteristiche
Le moltissime espressioni di arte popolare che ci sono state tramandate da ogni parte del mondo rendono difficile descriverla nel suo insieme, sebbene siano stati identificati e riconosciuti alcuni schemi e modelli precisi. Essa non segue necessariamente le regole tradizionali di proporzione e prospettiva (come fu già nell'arte plebea romana), ma predilige alcune semplificazioni formali e l'accentuazione della componente decorativa, sfruttando ad esempio colori vivaci e motivi desunti dalla tradizione. Viene realizzata sui supporti più disparati, tra cui oggetti quotidiani, mobilio, tessuti, giocattoli ecc., e spesso è legata anche alla devozione popolare, con la produzione di ex voto, statuette, immagini di culto e oggetti legati alle festività. Quando si ha una produzione pittorica vera e propria, si può assimilare l'arte popolare a quella naïf. 
A differenza delle belle arti, quella popolare è principalmente utilitaristica e decorativa piuttosto che puramente estetica, non è quasi mai influenzata dai movimenti dei circoli accademici o artistici e spesso esclude le opere eseguite da artisti professionisti e vendute come "arte alta" ai mecenati. Gli artisti folk di norma imparano abilità e tecniche attraverso l'apprendistato in contesti di comunità informali, sebbene possano anche essere formalmente istruiti. Gli artisti popolari contemporanei sono spesso autodidatti poiché il loro lavoro si sviluppa spesso in isolamento o in piccole comunità. In questo senso l'arte popolare può comprendere anche la cosiddetta "Art brut".
In senso lato, l'arte popolare può includere anche diverse espressioni orali, musicali e teatrali. Sono inoltre correlabili all'arte folcloristica quella primitiva e quella tribale. Non va confusa con la pop art.
La consapevolezza della peculiarità e del valore dell'arte popolare è andato via via crescendo nel corso del Novecento, quando ha iniziato a ispirare gli artisti delle avanguardie, quali Picasso e Kandinsky. In quello stesso periodo, in contemporanea coi primi studi del settore (la demo-etno-antropologia), sono sorte le prime esposizioni e le prime raccolte pubbliche, tra cui in Italia spicca il Museo nazionale delle arti e tradizioni popolari di Roma.